# Chabab Riadhi de Belouizdad
El Chabab Riadhi de Belouizdad o CR Belouizdad (àrab: الشباب الرياضي لبلوزداد, ax-Xabāb ar-Riyāḍī li-Bilwizdād, ‘el Jovent Esportiu de Belouizdad') és un club de futbol algerià de la ciutat d'Alger, al districte de Mohamed Belouizdad.

## Història
El club nasqué l'any 1962 com a resultat de la fusió dels clubs locals Widad Riadhi Belcourt (WRB) i Club Athlétique Belcourt (CAB), adoptant el nom de Chabab Riadhi Belcourt. També ha rebut la denominació Chabab Mécanique Belcourt. Vesteix de blanc escapolat vermell.

## Palmarès
- Lliga algeriana de futbol:[2]
  - 1965, 1966, 1970, 1971, 2000, 2001, 2020, 2021, 2022

- Copa algeriana de futbol:[3]
  - 1966, 1969, 1970, 1978, 1995, 2009, 2017, 2019

- Copa de la Lliga algeriana de futbol: 1

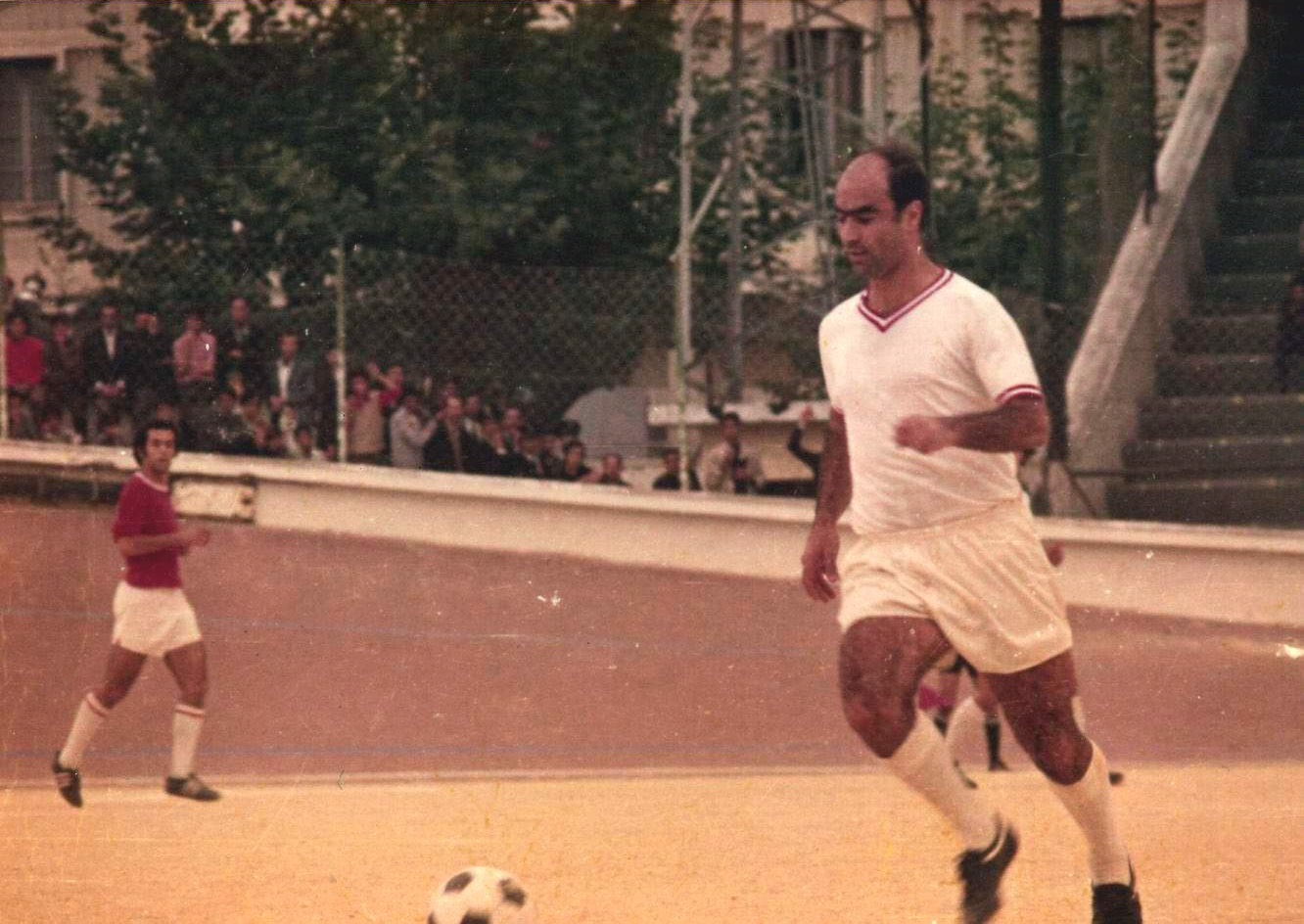
Hacène Lalmas jugador de CR Belouizdad i de la selecció.

  - 2000

- Copa del Magrib de futbol: 3
  - 1970, 1971, 1972